# 말레이시아의 세계유산

말레이시아의 세계유산은 유네스코 세계유산에 등록되어 있는 말레이시아의 세계유산을 일컫는다. 말레이시아는 1988년 12월 7일 유네스코에 비준한 이래 2건의 문화유산과 2건의 자연유산을 보유하고 있다.

## 목록

### 문화유산
| No. | 사진 | 등록명                                     | 소재지          | 등록년도 | 등록기준      | 유네스코 지정번호 | 비고 |
| 1   |      | 믈라카 해협의 역사 도시, 믈라카와 조지타운 | 믈라카주 피낭주 | 2008년   | (ⅱ), (ⅲ), (ⅳ) | 1223              |      |
| 2   |      | 렝공 계곡 고고학 유산                      | 페락주          | 2012년   | (ⅲ), (ⅳ)      | 1396              |      |

### 자연 유산
| No. | 사진 | 등록명            | 소재지   | 등록년도 | 등록기준          | 유네스코 지정번호 | 비고 |
| 1   |      | 키나발루 공원     | 사바주   | 2000년   | (ⅸ), (ⅹ)          | 1012              |      |
| 2   |      | 구능물루 국립공원 | 사라왁주 | 2000년   | (ⅶ), (ⅷ) (ⅸ), (ⅹ) | 1013              |      |

## 같이 보기
- 유네스코 세계유산 - 말레이시아
- 유네스코 세계유산 (공식 사이트)